# Segnaletica stradale in Romania
I segnali stradali in Romania sono regolati dal Regulamentul de aplicare a Ordonanţei de urgenţă privind circulaţia pe drumurile publice (Regolamento sulla circolazione delle strade pubbliche).
Sono installati lungo il ciglio della strada sul lato destro della carreggiata e sono suddivisi in segnali di pericolo, di precedenza, di divieto o restrizione, di obbligo, di orientamento, di informazione, pannelli integrativi e segnali temporanei.
Se vi è del testo nei segnali, questo è in lingua romena, senza traduzioni in altre lingue, eccezion fatta per quelli con scritte come il segnale di Fermarsi e dare precedenza o quello di Dogana che hanno anche scritte in francese. La maggior parte dei segnali sono basati su disegni come nella maggior parte dei Paesi europei.
Agli incroci non regolati da segnaletica stradale o semafori vige la regola generale di dare la precedenza ai veicoli provenienti da destra, a meno che non sia altrimenti specificato.

## Segnali di pericolo
I segnali di pericolo in Romania hanno sfondo bianco ed una classica forma triangolare.
| Segnale romeno | Significato                                                                  | Spiegazione |
|                | Curva a sinistra                                                             | Presegnala un tratto di strada non rettilineo pericoloso per la limitata visibilità o per caratteristiche del tracciato (curva stretta a sinistra). |
|                | Curva a destra                                                               | Presegnala un tratto di strada non rettilineo pericoloso per la limitata visibilità o per caratteristiche del tracciato (curva stretta a destra). |
|                | Doppia curva a sinistra                                                      | Presegnala una doppia curva, di cui la prima a sinistra. |
|                | Doppia curva a destra                                                        | Presegnala una doppia curva, di cui la prima a destra. |
|                | Curva pericolosa                                                             | Indicano la curvatura del tratto di strada non rettilineo che si sta precorrendo. |
|                | Discesa pericolosa                                                           | Presegnala un tratto di strada in discesa secondo il senso di marcia. La pendenza è espressa in percentuale. |
|                | Salita pericolosa                                                            | Presegnala un tratto di strada in forte salita secondo il senso di marcia. La pendenza è espressa in percentuale. |
|                | Strettoia                                                                    | Segnala un restringimento pericoloso della carreggiata. |
|                | Strettoia asimmetrica a destra                                               | Segnala un restringimento pericoloso sul lato destro della carreggiata. |
|                | Strettoia asimmetrica a sinistra                                             | Segnala un restringimento pericoloso sul lato sinistro della carreggiata. |
|                | Corsia di emergenza pericolosa                                               | Presegnala un tratto di carreggiata con banchina cedevole. |
|                | Strada trafficata                                                            | Presegnala un tratto di strada in cui è in atto un forte rallentamento od una coda del traffico |
|                | Galleria                                                                     | Presegnala la presenza di una galleria stradale. |
|                | Ponte mobile                                                                 | Presegnala una struttura stradale mobile comunque manovrabile. |
|                | Caduta da argine o molo                                                      | Presegnala una banchina senza protezioni su un argine od un molo. |
|                | Strada deformata                                                             | Segnala un tratto di strada in cattivo stato o con pavimentazione irregolare. |
|                | Dosso artificiale                                                            | Segnala un dosso artificiale di rallentamento del traffico. |
|                | Strada sdrucciolevole                                                        | Presegnala un tratto di strada che in particolari condizioni climatiche od ambientali può diventare sdrucciolevole. |
|                | Ghiaia                                                                       | Presegnala la presenza di pietrisco, di materiale minuto o granaglia che può essere proiettato a distanza o scagliato in aria dai veicoli in transito. |
|                | Caduta massi                                                                 | Presegnala il pericolo di caduta massi dalla parete rocciosa soprastante con possibile presenza di pietre sulla carreggiata |
|                | Attraversamento pedonale                                                     | Segnala l'avviciarsi di un passaggio pedonale segnalato sulla carreggiata. |
|                | Bambini                                                                      | Segnala luoghi frequentati da bambini, come le scuole, i giardini pubblici, i campi di gioco e simili. |
|                | Attraversamento ciclabile                                                    | Presegnala attraversamento di ciclisti contraddistinto da appositi segni sulla carreggiata. |
|                | Attraversamento di animali domestici                                         | Presegnala un tratto di strada con probabile improvvisa presenza od attraversamento di animali domestici. |
|                | Attraversamento di animali selvatici                                         | Presegnala un tratto di strada con probabile improvvisa presenza od attraversamento di animali selvatici. |
|                | Lavori                                                                       | Presegnala cantieri di lavori in corso, depositi temporanei di materiale, presenza di macchinari adibiti ai lavori stradali. |
|                | Semaforo                                                                     | Presegnala un impianto semaforico posto su strade sia urbane che extraurbane. |
|                | Aeroporto                                                                    | Presegnala la possibilità di improvvisi forti rumori o abbagliamenti dovuti ad aeroplani a bassa quota. |
|                | Vento laterale                                                               | Presegnala la possibilità di forti raffiche di vento laterale. |
|                | Doppio senso di circolazione                                                 | Segnala un tratto di strada che da senso unico diventa a doppio senso. |
|                | Altri pericoli                                                               | Segnala un pericolo diverso da quelli indicati negli altri segnali di pericolo. |
|                | Incidente                                                                    | Segnala un incidente in corso lungo la carreggiata. |
|                | Intersezione                                                                 | Presegnala un incrocio in cui vige la regola generale di dare la precedenza a destra. |
|                | Intersezione con strada che non ha priorità                                  | Presegnala un incrocio con una strada di minore importanza in cui si ha la precedenza sui veicoli provenienti sia da destra che da sinistra. |
|                | Intersezione con strada che non ha priorità a destra                         | Presegnala un incrocio con una strada di minore importanza in cui si ha la precedenza sui veicoli provenienti da destra. |
|                | Intersezione con strada che non ha priorità a sinistra                       | Presegnala un incrocio con una strada di minore importanza in cui si ha la precedenza sui veicoli provenienti da sinistra. |
|                | Intersezione con strada che non ha priorità                                  | Presegnala un incrocio con una strada di minore importanza in cui si ha la precedenza sui veicoli provenienti sia da destra che da sinistra a livelli sfalsati. |
|                | Intersezione con circolazione rotatoria                                      | Segnala, sulle strade urbane e extraurbane, una intersezione regolata da circolazione rotatoria. |
|                | Passaggio a livello con una ferrovia con barriere                            | Segnala un passaggio a livello con barriere ed è integrato con il pannello distanziometrico a tre barre rosse. |
|                | Passaggio a livello con una ferrovia senza barriere                          | Segnala un passaggio a livello senza barriere ed è integrato con il pannello distanziometrico a tre barre rosse. |
|                | Attraversamento di tram                                                      | Segnala un attraversamento tranviario. |
|                | Passaggio di macchine agricole                                               | Segnala la possibilità di un transito frequente di macchine agricole. |
|                | Possibilità di inversione di marcia                                          | Segnala la presenza di uno svincolo o incrocio in cui è possibile effettuare inversione di marcia. |
|                | Pannelli distanziometrici                                                    | Indicano la distanza dal passaggio a livello per il quale vengono installati. Sono posti sul lato destro della carreggiata. |
|                | Pannelli distanziometrici per uscita autostradale                            | Indicano la distanza dall'uscita autostradale per la quale vengono installati. Sono posti sul lato destro della carreggiata. |
|                | Pannelli per ostacoli                                                        | Indicano la presenza di ostacoli posti ai lati o in centro alla carreggiata. |
|                | Incrocio con un passaggio a livello senza barriere                           | Segnala un passaggio a livello od un attraversamento tranviario senza barriere con un solo binario, ed invita quindi i conducenti alla massima prudenza, invitandoli a fermarsi immediatamente con l'avvicinarsi del treno. Può anche essere installata in verticale per ragioni di minor ingombro.                                                                                   |
|                | Incrocio con un passaggio a livello senza barriere con segnalazioni luminose | Segnala un passaggio a livello od un attraversamento tranviario senza barriere con un solo binario, ed invita quindi i conducenti alla massima prudenza, invitandoli a fermarsi immediatamente se fossero attive le due luci rosse lampeggianti e/o il segnale acustico che indicano l'avvicinarsi del treno. Può anche essere installata in verticale per ragioni di minor ingombro. |

## Segnali di precedenza
| Segnale romeno | Significato                                        | Spiegazione |
|                | Dare la precedenza                                 | Prescrive un incrocio in cui è necessario dare precedenza in corrispondenza della linea orizzontale.                                                          |
|                | Fermarsi e dare la precedenza                      | Prescrive l'obbligo di arrestarsi in ogni caso in corrispondenza della striscia trasversale di arresto ad un incrocio e di dare precedenza.                   |
|                | Strada con diritto di precedenza                   | Indica l'inizio di una strada il cui traffico ha diritto di precedenza.                                                                                       |
|                | Fine della strada con diritto di precedenza        | Indica la fine di una strada il cui traffico ha diritto di precedenza.                                                                                        |
|                | Precedenza ai veicoli provenienti in senso inverso | Prescrive di dare precedenza ai veicoli provenienti in direzione opposta in una strada a doppio senso che consente il passaggio di una sola fila di veicoli.  |
|                | Precedenza rispetto al traffico inverso            | Indica la precedenza rispetto ai veicoli provenienti in direzione opposta in una strada a doppio senso che consente il passaggio di una sola fila di veicoli. |

## Segnali di divieto o restrizione
| Segnale romeno | Significato                                                                         | Spiegazione |
|                | Accesso vietato                                                                     | Vieta di entrare in una strada accessibile invece in un altro senso.                                                                                               |
|                | Traffico vietato                                                                    | Vieta a tutti i veicoli di entrare in una strada. |
|                | Divieto di transito agli autoveicoli                                                | Vieta a tutti gli autoveicoli, eccetto i motocicli, di entrare in una strada.                                                                                      |
|                | Divieto di circolazione per i motocicli                                             | Vieta il transito a tutti i veicoli a motore con due ruote. |
|                | Divieto di circolazione alle biciclette                                             | Vieta il transito alle biciclette. |
|                | Divieto di circolazione per i ciclomotori                                           | Vieta il transito a tutti i ciclomotori. |
|                | Divieto di circolazione per i mezzi destinati al trasporto merci                    | Vieta il transito ai veicoli da trasporto non adibiti al trasporto di persone.                                                                                     |
|                | Divieto di circolazione per i rimorchi                                              | Vieta il transito a tutti i veicoli con un rimorchio. |
|                | Accesso vietato agli autobus                                                        | Vieta il transito agli autobus. |
|                | Accesso vietato ai pedoni                                                           | Vieta il transito ai pedoni. |
|                | Accesso vietato ai veicoli a trazione animale                                       | Vieta il transito ai veicoli a trazione animale. |
|                | Accesso vietato ai veicoli a braccia                                                | Vieta il transito ai veicoli a braccia. |
|                | Divieto di circolazione ai mezzi agricoli                                           | Vieta il transito a tutti i mezzi agricoli. |
|                | Divieto di circolazione ai veicoli a motore ed ai motocicli                         | Vieta il transito a tutti i veicoli a motore ed ai motocicli. |
|                | Divieto di circolazione a veicoli a motore, ai motocicli e mezzi a trazione animale | Vieta il transito a veicoli a motore, ai motocicli e mezzi a trazione animale.                                                                                     |
|                | Larghezza massima                                                                   | Vieta il transito ai veicoli aventi larghezza superiore a quella indicata in metri.                                                                                |
|                | Altezza massima                                                                     | Vieta il transito ai veicoli aventi altezza superiore a quella indicata in metri.                                                                                  |
|                | Peso massimo                                                                        | Vieta il transito ai veicoli aventi massa superiore a quella indicata in tonnellate al momento del transito.                                                       |
|                | Peso massimo sull'asse                                                              | Vieta il transito ai veicoli aventi sull'asse più caricato una massa superiore a quella indicata al momento del transito.                                          |
|                | Peso massimo sulla coppia di assi                                                   | Vieta il transito ai veicoli aventi sulla coppia di assi più caricata una massa superiore a quella indicata al momento del transito.                               |
|                | Peso massimo sulla terna di assi                                                    | Vieta il transito ai veicoli aventi sulla terna di assi più caricata una massa superiore a quella indicata al momento del transito.                                |
|                | Lunghezza massima                                                                   | Vieta il transito ai veicoli od ai complessi di veicoli di lunghezza superiore alla lunghezza indicata in metri.                                                   |
|                | Distanza minima                                                                     | Vieta di seguire il veicolo che precede ad una distanza inferiore a quella indicata, in metri, sul segnale.                                                        |
|                | Divieto di svoltare a sinistra                                                      | Vieta di svoltare a sinistra al prossimo incrocio. |
|                | Divieto di svoltare a destra                                                        | Vieta di svoltare a destra al prossimo incrocio. |
|                | Divieto d'inversione                                                                | Vieta di effettuare un'inversione di marcia. |
|                | Divieto di sorpasso                                                                 | Vieta di sorpassare i veicoli a motore con due o più ruote. |
|                | Divieto di sorpasso per gli autocarri                                               | Indica il divieto a tutti i veicoli, non adibiti al trasporto di persone, di massa a pieno carico superiore a 3,5 t di sorpassare i veicoli a motore.              |
|                | Velocità massima (50 km/h)                                                          | Indica la velocità massima in chilometri orari alla quale i veicoli possono procedere immediatamente dopo il segnale.                                              |
|                | Velocità massima per categorie di veicoli                                           | Indica la velocità massima in chilometri orari alla quale i veicoli indicati sul segnale possono procedere immediatamente dopo il segnale.                         |
|                | Divieto di segnalazioni acustiche                                                   | Vieta l'uso di segnalazioni acustiche. |
|                | Fermarsi alla dogana                                                                | Obbliga i conducenti all'arresto per i controlli doganali in prossimità delle frontiere nazionali non in prossimità di Paesi UE.                                   |
|                | Pagamento pedaggio                                                                  | Obbliga i conducenti all'arresto per il pagamento del pedaggio della strada che si sta percorrendo.                                                                |
|                | Fermarsi per controlli di polizia                                                   | Obbliga i conducenti all'arresto per controlli di polizia. |
|                | Fine dei divieti precedenti                                                         | Indica il punto ove le prescrizioni precedentemente indicate cessano di essere valide.                                                                             |
|                | Fine della velocità massima (50 km/h)                                               | Indica la fine del limite sulla velocità massima alla quale i veicoli possono procedere e ripristina il consueto limite di velocità relativo alla strada percorsa. |
|                | Fine divieto di sorpasso                                                            | Indica la fine del divieto a tutti i veicoli di sorpassare i veicoli a motore diversi dai motocicli e dai ciclomotori.                                             |
|                | Divieto di sosta                                                                    | Vieta la sosta, fermata prolungata (parcheggio) ai veicoli, in quei luoghi dove per regola generale non vige tale divieto.                                         |
|                | Divieto di fermata                                                                  | Vieta la sosta e la fermata o qualsiasi temporanea sospensione della marcia ai veicoli.                                                                            |
|                | Divieto di sosta nei giorni dispari                                                 | Vieta la sosta, fermata prolungata (parcheggio) ai veicoli, in quei luoghi dove per regola generale non vige tale divieto, soltanto nei giorni dispari.            |
|                | Divieto di sosta nei giorni pari                                                    | Vieta la sosta, fermata prolungata (parcheggio) ai veicoli, in quei luoghi dove per regola generale non vige tale divieto, soltanto nei giorni pari.               |
|                | Zona a divieto di sosta                                                             | Indica una zona in cui vige il divieto di sosta. |
|                | Fine della zona a divieto di sosta                                                  | Indica la fine della zona in cui vige il divieto di sosta. |
|                | Zona a velocità limitata                                                            | Indica una zona in cui vige il limite di velocità indicato. |
|                | Fine della zona a velocità limitata                                                 | Indica la fine della zona in cui vige il limite di velocità indicato.                                                                                              |
|                | Divieto di circolazione per i veicoli che trasportano merci esplosive               | Vieta il transito ai veicoli che trasportano merci esplosive. |
|                | Divieto di circolazione per i veicoli che trasportano merci pericolose              | Vieta il transito ai veicoli che trasportano merci pericolose, come esplosivi, benzina, materie tossiche o radioattive.                                            |
|                | Divieto di circolazione per i veicoli il cui carico può inquinare le acque          | Vieta il transito ai veicoli che trasportano sostanze suscettibili di contaminare l'acqua.                                                                         |

## Segnali di obbligo
| Segnale romeno | Significato                                     | Spiegazione |
|                | Direzione obbligatoria dritto                   | Indica che la sola direzione consentita al conducente è quella di andare diritto. |
|                | Direzione obbligatoria a destra                 | Indica che la sola direzione consentita al conducente è quella di andare a destra. |
|                | Preavviso di direzione obbligatoria a destra    | Preavvisa che la sola direzione consentita al conducente è quella di andare a destra. |
|                | Circolare diritto o svoltare a destra           | Direzioni consentite a dritto ed a destra. |
|                | Passaggio obbligatorio a destra                 | Obbliga i conducenti a passare a destra dell'ostacolo come un cantiere, uno spartitraffico, un salvagente o un'isola di traffico.                                                               |
|                | Passaggio obbligatorio a destra o a sinistra    | Obbliga i conducenti a passare a destra o a sinistra dell'ostacolo come un cantiere, uno spartitraffico, un salvagente o un'isola di traffico.                                                  |
|                | Intersezione con percorso rotatorio obbligato   | Indica ai conducenti l'obbligo di circolare nel verso antiorario indicato dalle frecce attorno all'area di rotazione. È posto subito prima di una piazza dove si svolge circolazione rotatoria. |
|                | Pista ciclabile                                 | Indica l'inizio di un percorso riservato alle biciclette. |
|                | Corsia per autobus                              | Indica l'inizio di una corsia riservata agli autobus. |
|                | Percorso pedonale                               | Indica un percorso riservato ai pedoni. |
|                | Percorso ciclabile adiacente al marciapiede     | Indica l'inizio di un percorso ciclabile contiguo al marciapiede. |
|                | Percorso misto pedonale e ciclabile             | Indica l'inizio di un percorso misto pedonale e ciclabile. |
|                | Velocità minima                                 | Vieta ai conducenti di procedere ad una velocità inferiore a quella indicata. |
|                | Fine della velocità minima                      | Indica la fine della validità del limite minimo di velocità. |
|                | Catene per la neve obbligatorie                 | Vieta il transito ai veicoli sprovvisti di catene da neve. |
|                | Direzione obbligatoria per categoria di veicoli | Indica la direzione obbligatoria da seguire per la categoria di veicoli indicata. |

## Segnali di orientamento
| Segnale romeno | Significato                                                                              | Spiegazione |
|                | Presegnalazione di direzioni su strada extraurbana                                       | Indica le direzioni raggiungibili al prossimo incrocio su strada extraurbana.                                       |
|                | Presegnalazione di direzioni su strada extraurbana ad un'intersezione a livelli sfalsati | Indica le direzioni raggiungibili al prossimo incrocio su strada extraurbana ad un'intersezione a livelli sfalsati. |
|                | Presegnalazione di direzioni su strada extraurbana                                       | Indica le direzioni raggiungibili al prossimo incrocio su strada extraurbana.                                       |
|                | Presegnalazione di direzioni su strada extraurbana che funge da circonvallazione         | Indica le direzioni raggiungibili al prossimo incrocio su strada extraurbana che funge da circonvallazione.         |
|                | Presegnalazione di direzioni su strada extraurbana ad un'intersezione con rotatoria      | Indica le direzioni raggiungibili al prossimo incrocio su strada extraurbana ad un'intersezione con rotatoria.      |
|                | Transitabilità strada                                                                    | Indica la transitabilità del tratto di strada che si sta per percorrere, con le eventuali prescrizioni.             |
|                | Presegnalazione di direzioni con limitazioni                                             | Indica le direzioni raggiungibili al prossimo incrocio su strada extraurbana con limitazioni al transito.           |
|                | Presegnalazione di direzioni su autostrada                                               | Indica le direzioni raggiungibili al prossimo incrocio lungo un'autostrada.                                         |
|                | Cartello indicatore per strada extraurbana                                               | Indica le direzioni raggiungibili al prossimo incrocio lungo una strada extraurbana.                                |
|                | Segnale di conferma per le autostrade                                                    | Indica la distanza dalle località indicate nel segnale percorrendo l'autostrada.                                    |
|                | Presegnalazione di incrocio con strada con passaaggio a livello                          | Indica un incrocio con una strada secondaria gravata da passaggio a livello con barriere.                           |
|                | Guida per la svolta a sinistra                                                           | Indica la manovra da compiere per la svolta a sinistra al prossimo incrocio.                                        |
|                | Corsia per trasporto pubblico                                                            | Indica l'inizio di una corsia riservata al trasporto pubblico.                                                      |
|                | Strada senza uscita                                                                      | Indica una strada senza uscita per tutti i veicoli.                                                                 |
|                | Utilizzo delle corsie in un incrocio                                                     | Indica la canalizzazione che si ha nel prossimo incrocio.                                                           |
|                | Corsia per veicoli lenti                                                                 | Indica la presenza della corsia per veicoli lenti.                                                                  |
|                | Riduzione delle corsie disponibili                                                       | Indicano una riduzione delle corsie disponibili ad una sola.                                                        |
|                | Corsia per veicoli lenti                                                                 | Indica la presenza della corsia per veicoli lenti.                                                                  |
|                | Corsia per veicoli lenti                                                                 | Indica la presenza della corsia per veicoli lenti.                                                                  |
|                | Uso delle corsie                                                                         | Indica l'uso delle corsie con i relativi limiti.                                                                    |
|                | Corsia per autobus contromano                                                            | Indica una corsia riservata agli autobus contromano.                                                                |
|                | Cartello indicatore per autostrada                                                       | Indica le direzioni raggiungibili al prossimo incrocio lungo un'autostrada.                                         |
|                | Cartello indicatore per autostrada                                                       | Indica le direzioni raggiungibili al prossimo incrocio lungo un'autostrada.                                         |
|                | Cartello indicatore per strada statale                                                   | Indica le direzioni raggiungibili al prossimo incrocio lungo una strada statale.                                    |
|                | Cartello indicatore per categorie                                                        | Indica le direzioni raggiungibili al prossimo incrocio per le categorie di veicoli indicate.                        |
|                | Cartello indicatore per località turistica                                               | Indica le direzioni turistiche raggiungibili al prossimo incrocio.                                                  |
|                | Cartello indicatore per il centro della città                                            | Indica la direzione da seguire per pervenire al centro di una città.                                                |
|                | Cartello indicatore per aeroporto                                                        | Indica la direzione da seguire per l'aeroporto indicato.                                                            |
|                | Numero strada statale                                                                    | Indica il numero della strada statale che si sta percorrendo.                                                       |
|                | Numero strada di contea                                                                  | Indica il numero della strada di contea che si sta percorrendo.                                                     |
|                | Numero strada comunale                                                                   | Indica il numero della strada comunale che si sta percorrendo.                                                      |
|                | Itinerario europeo                                                                       | Indica il numero dell'itinerario europeo che si sta percorrendo.                                                    |
|                | Numero autostrada                                                                        | Indica il numero dell'autostrada che si sta percorrendo.                                                            |
|                | Inizio del territorio comunale                                                           | Indica l'inizio del territorio comunale.                                                                            |
|                | Inizio del centro abitato                                                                | Indica l'inizio del centro abitato.                                                                                 |
|                | Fine del territorio comunale                                                             | Indica la fine del territorio comunale.                                                                             |
|                | Fine del centro abitato                                                                  | Indica la fine del centro abitato.                                                                                  |
|                | Inizio distretto                                                                         | Indica l'inizio della contea.                                                                                       |
|                | Fiume                                                                                    | Indica il nome del fiume che si sta oltrepassando.                                                                  |
|                | Segnale di conferma per le strade extraurbane                                            | Indica la distanza dalle località indicate nel segnale percorrendo la strada extraurbana.                           |
|                | Uso delle corsie                                                                         | Indica le limitazioni all'uso delle corsie stradali.                                                                |
|                | Piazzuola autostradale con SOS                                                           | Indica una piazzuola di emergenza autostradale con SOS.                                                             |

## Segnali di informazione
| Segnale romeno | Significato                               | Spiegazione |
|                | Passaggio pedonale                        | Indica un attraversamento pedonale non regolato da semaforo e non in corrispondenza di un incrocio stradale.                  |
|                | Limiti di velocità generali               | Indica i limiti generali di velocità presenti nello Stato, validi per le autovetture. È posto in prossimità delle frontiere.  |
|                | Senso unico                               | Segnala il termine del doppio senso di circolazione all'interno di una carreggiata.                                           |
|                | Senso unico                               | Segnala il termine del doppio senso di circolazione all'interno di una carreggiata; è posto parallelamente all'asse stradale. |
|                | Autostrada                                | Indica l'inizio di un'autostrada.                                                                                             |
|                | Fine dell'autostrada                      | Indica la fine di un'autostrada.                                                                                              |
|                | Limiti di velocità in autostrada          | Indica i limiti di velocità in un'autostrada.                                                                                 |
|                | Ospedale                                  | Indica la presenza di un ospedale.                                                                                            |
|                | Pronto soccorso                           | Indica la presenza di un pronto soccorso.                                                                                     |
|                | Polizia                                   | Indica la presenza di una stazione di polizia.                                                                                |
|                | Sovrappassaggio pedonale                  | Indica un sovrappassaggio pedonale.                                                                                           |
|                | Sottopassaggio pedonale                   | Indica un sottopassaggio pedonale.                                                                                            |
|                | Fermata di autobus                        | Segnala una fermata di autobus.                                                                                               |
|                | Fermata di tram                           | Segnala una fermata di tram.                                                                                                  |
|                | Fermata di taxi                           | Segnala una fermata di taxi.                                                                                                  |
|                | Strada riservata ai veicoli a motore      | Indica l'inizio di una strada riservata ai veicoli a motore.                                                                  |
|                | Fine strada riservata ai veicoli a motore | Indica la fine di una strada riservata ai veicoli a motore.                                                                   |
|                | Gommista                                  | Indica la presenza di un gommista.                                                                                            |
|                | Telefono                                  | Indica un telefono pubblico.                                                                                                  |
|                | Rifornimento                              | Indica la presenza di un posto di rifornimento.                                                                               |
|                | Rifornimento con GPL                      | Indica la presenza di un posto di rifornimento con GPL.                                                                       |
|                | Albergo o motel                           | Indica la presenza di un albergo o motel.                                                                                     |
|                | Ristorante                                | Indica la presenza di un ristorante.                                                                                          |
|                | Buffet o pasticceria                      | Indica la presenza di un buffet o pasticceria.                                                                                |
|                | Campeggio                                 | Indica un campeggio. |
|                | Terreno per roulotte                      | Indica un terreno per la sosta di roulotte o motorhome.                                                                       |
|                | Campeggio e terreno per roulotte          | Indica un campeggio e terreno per la sosta di roulotte o motorhome.                                                           |
|                | Area pic-nic                              | Indica la presenza di un'area per pic-nic.                                                                                    |
|                | Ostello della gioventù                    | Indica un ostello per la gioventù.                                                                                            |
|                | Bagni pubblici                            | Indica la presenza di bagni pubblici.                                                                                         |
|                | Assistenza meccanica                      | Indica la presenza di un'officina di riparazioni.                                                                             |
|                | Parcheggio                                | Indica un parcheggio autorizzato. Consente la sosta a tempo indeterminato salvo indicazioni differenti.                       |
|                | Parcheggio coperto                        | Indica un parcheggio coperto. Consente la sosta a tempo indeterminato salvo indicazioni differenti.                           |
|                | Strada residenziale                       | Indica l'inizio di una zona residenziale.                                                                                     |
|                | Fine della strada residenziale            | Indica la fine di una zona residenziale.                                                                                      |
|                | Zona a velocità consigliata               | Indica l'inizio di una zona a velocità consigliata.                                                                           |
|                | Fine zona a velocità consigliata          | Indica la fine di una zona a velocità consigliata.                                                                            |
|                | Galleria                                  | Indica la lunghezza della galleria che si sta per percorrere.                                                                 |
|                | Fine galleria                             | Indica la fine della galleria.                                                                                                |
|                | Traghetto                                 | Indica la presenza di un porto per traghetti.                                                                                 |
|                | Porto                                     | Indica la presenza di un porto.                                                                                               |
|                | Acqua potabile                            | Indica la presenza di una fontana con acqua potabile.                                                                         |
|                | Controllo di velocità                     | Indica la postazione per il controllo di velocità.                                                                            |
|                | Radio informazioni stradali               | Indica la frequenza di ascolto delle informazioni stradali.                                                                   |
|                | Velocità consigliata                      | Indica la velocità consigliata nel tratto di strada da percorrere.                                                            |
|                | Informazioni                              | Indica la presenza di un punto informazioni.                                                                                  |
|                | Nome di via                               | Indica il nome della via che si sta percorrendo.                                                                              |
|                | Zona pedonale                             | Indica l'inizio di una zona pedonale.                                                                                         |
|                | Fine della zona pedonale                  | Indica la fine della zona pedonale.                                                                                           |
|                | Controllo del traffico                    | Indica una postazione per il controllo del traffico.                                                                          |
|                | Piazzuola per riparazioni                 | Indica una piazzuola di emergenza da utilizzare in caso di panne.                                                             |
|                | Polizia autostradale                      | Indica la distanza alla prossima caserma di polizia autostradale.                                                             |

## Pannelli integrativi
| Segnale romeno | Significato                       | Spiegazione |
|                | Distanza                          | Indica la distanza alla prescrizione indicata.                                                                    |
|                | Estesa temporale                  | Indica le ore in cui il segnale a cui si riferisce è valido.                                                      |
|                | Categoria di veicoli              | Indica la categoria di veicoli per cui il segnale a cui si riferisce è valido.                                    |
|                | Estesa                            | Indica per quanti metri o chilometri il segnale a cui si riferisce è valido.                                      |
|                | Inizio, continua e fine           | Indicano l'inizio, la continuazione o la fine di una prescrizione.                                                |
|                | Disabili                          | Indica che l'indicazione è riferita ai disabili muniti di apposito contrassegno.                                  |
|                | Parcometro                        | Indica che è necessario avvalersi del parcometro per la sosta.                                                    |
|                | Parcometro con orario             | Indica che è necessario avvalersi del parcometro negli orari indicati per la sosta.                               |
|                | Distanza allo stop                | Indica la distanza allo stop.                                                                                     |
|                | Andamento della strada principale | Indica l'andamento della strada principale.                                                                       |
|                | Rimozione forzata                 | Indica che vi è l'aggravio della rimozione forzata nel caso di sosta.                                             |
|                | Accensione luci anabbaglianti     | Indica che è necessario accendere le luci anabbaglianti.                                                          |
|                | Ghiaccio o neve                   | Indica che la prescrizione a cui si riferisce il segnale è relativo alle condizioni di meteo con ghiaccio o neve. |
|                | Pioggia                           | Indica che il pericolo a cui si riferisce il segnale è relativo alle condizioni di meteo con pioggia.             |
|                | Disposizione auto in sosta        | Indicano la disposizione da seguire nel parcheggiare le auto.                                                     |
|                | Rampa                             | Indicano la presenza di una rampa pedonale o per disabili.                                                        |
|                | Numero uscita autostradale        | Indica il numero progressivo dell'uscita autostradale cui si riferisce.                                           |